# François L'hoest
François L'hoest (Luik, 17 september 1985) is een Belgisch basketballer.

## Carrière
L'hoest speelde in de jeugd van Atlas Jupille, Collège Saint-Louis Basket en Liège Basket. Hij ging daarna spelen in de tweede klasse in 2002 bij BC Ninane, hij speelde bij Ninane tot in 2006. In 2006 ging hij spelen in de eerste klasse bij Liège Basket, hij werd in zijn eerste seizoen verkozen tot Belofte van het jaar. Hij speelde bij Luik tot in 2009 waarna hij terug keerde naar BC Ninane waarmee hij speelde in tweede en derde klasse. In het seizoen 2016/17 werd hij uitgeroepen tot speler van het jaar in de tweede klasse. Na acht jaar keerde hij in 2017 terug naar het hoogste niveau opnieuw bij Liège Basket. In 2018 verlengde hij zijn contract bij Luik, ook de volgende jaar verlengde hij zijn contract. In 2022 verhuisde hij naar Basket Club Comblain.
L'hoest speelde ook voor België.

## Erelijst
- Belofte van het jaar: 2006/07
- Speler van het Jaar Tweede klasse: 2016/17